# Jakob Cedergren
Jakob Cedergren (Lund, 10 de enero de 1973) es un actor danés-sueco conocido por haber interpretado a Nick en Submarino y a Johannes en la película Sorg og glæde.

## Biografía
Es hijo de padres suecos.
En 1993 se unió al "Danish National School of Performing Arts" de donde se graduó en 1997.
Jakob habla con fluidez danés, sueco e inglés.
Salió con Pernille Holm.

## Carrera
En 2000 dio vida a Bjarne Madsen en la miniserie Edderkoppen.
En 2005 apareció en la película Voksne mennesker (en inglés: "Dark Horse") donde dio vida a Dainel.
En el 2008 se unió a la película Arn: Riket vid vägens slut donde interpretó por primera vez a Ebbe Sunesson.
Ese mismo año apareció como invitado en el sexto episodio de la primera temporada de la serie Sommer donde interpretó a Rune, el padre de Lærke Kaiser (Cecilie Bøcker Rosling).
En 2009 se unió al elenco principal de la miniserie Harry & Charles donde interpretó al rey Haakon VII de Noruega también conocido como el Príncipe Carl "Charles" de Dinamarca. Un año después prestó su voz para el personaje de Haakon en el programa de radio "Dødsguden fra Amazonas" para NRK Radioteatret.
En 2010 se unió al elenco principal de la miniserie Arn donde dio vida nuevamente a Ebbe.
Ese mismo año se unió al elenco de la serie Morden i Sandhamn donde interpreta al inspector de la policía Thomas Andreasson, hasta ahora.
También interpretó al físicoculturista Nick en la película danesa Submarino.
En 2011 se unió al elenco principal de la serie Den som dræber (en inglés: "Those Who Kill") donde interpretó al detective Thomas Schaeffer.
En el 2013 dio vida a Johannes en la película Sorg og glæde, la cual es una película autobiográfica del director danés Nils Malmros basada en una tragedia que cambió su vida.

## Filmografía[4]

### Series de televisión
| Año             | Título                 | Personaje                 | Notas                    |
| --------------- | ---------------------- | ------------------------- | ------------------------ |
| 2000            | Edderkoppen            | Bjarne Madsen             | 6 episodios - miniserie  |
| 2002            | Nikolaj og Julie       | Toke Oskarss              | 3 episodios              |
| 2003            | Belinder auktioner     | Mats Stålberg             | episodio "En okänd Zorn" |
| 2004            | Ørnen: En krimi-odyssé | Palle Pis                 | 3 episodios              |
| 2007            | Forbrydelsen           | Phillip Dessau            | 2 episodios              |
| 2008            | Sommer                 | Rune                      | episodio "Del 6"         |
| 2009            | Harry & Charles        | Rey Haakon VII de Noruega | 3 episodios - miniserie  |
| 2010            | Arn                    | Ebbe Sunesson             | 2 episodios - miniserie  |
| 2010 - presente | Morden i Sandhamn      | Insp. Thomas Andreasson   | 15 episodios             |
| 2011            | Den som dræber         | Det. Thomas Schaeffer     | 10 episodios             |

### Películas
| Año  | Título                     | Personaje        | Notas |
| ---- | -------------------------- | ---------------- | --- |
| 2005 | Voksne mennesker           | Dainel           | junto Nicolas Bro, Tilly Scott Pedersen, Morten Suurballe, Nicolaj Kopernikus, Anders Hove y Thomas W. Gabrielsson |
| 2008 | Arn: Riket vid vägens slut | Ebbe Sunesson    | junto Joakim Nätterqvist, Sofia Helin, Stellan Skarsgård, Gustaf Skarsgård, Joel Kinnaman y Martin Wallström       |
| 2009 | Vølvens forbandelse        | Jotan / Benedict | junto Jonas Wandschneider, Clara Maria Bahamondes, Stine Stengade, Kim Bodnia, Søren Malling y Cyron Melville      |
| 2009 | Rage                       | Otto             | junto Jude Law, Judi Dench, John Leguizamo, Dianne Wiest, Lily Cole, Steve Buscemi, Eddie Izzard y Riz Ahmed       |
| 2010 | Submarino                  | Nick             | junto Peter Plaugborg, Patricia Schumann, Morten Rose, Gustav Fischer Kjærulff y Henrik Strube                     |
| 2013 | Sorg og glæde              | Johannes         | junto Helle Fagralid, Ida Dwinger, Kristian Halken, Nicolas Bro, Helle Hertz y Niels Weyde                         |
| 2015 | Antigang                   | Kasper           | junto Jean Reno, Caterina Murino, Alban Lenoir, Thierry Neuvic, Stéfi Celma, Oumar Diaw y Sébastien Lalanne        |

### Teatro
| Año  | Obra                            | Personaje         | Director             | Teatro               | Notas                                   |
| ---- | ------------------------------- | ----------------- | -------------------- | -------------------- | --------------------------------------- |
| 2004 | Who's Afraid of Virginia Woolf? | Nick              | -                    | Gladsaxe Teater      | -                                       |
| 2007 | Hjemkomsten                     | Joey              | E. Feigenberg        | Royal Danish Theatre | -                                       |
| 2008 | Ordet                           | Hijo              | Lars Norén           | Royal Danish Theatre | -                                       |
| 2013 | Onde Ånder                      | Nikolaj Stavrogin | Alexander Mork-Eidem | Royal Danish Theatre | junto a Kirsten Olesen y Henning Jensen |

## Premios y nominaciones
| Año  | Categoría         | Premio                                   | Película           | Resultado |
| ---- | ----------------- | ---------------------------------------- | ------------------ | --------- |
| 2004 | Best Actor        | Bodil Award                              | Rembrandt          | Nominado  |
| 2005 | EFP Shooting Star | Berlin International Film Festival Award | -                  | Ganó      |
| 2009 | Best Actor        | Robert Award                             | Frygtelig lykkelig | Ganó      |
| 2009 | Best Actor        | Bodil Award                              | Frygtelig lykkelig | Ganó      |
| 2010 | European Actor    | European Film Award                      | Submarino          | Nominado  |
| 2011 | Best Actor        | Robert Award                             | Submarino          | Nominado  |
| 2011 | Best Actor        | Bodil Award                              | Submarino          | Nominado  |
| 2014 | Best Actor        | Bodil Award                              | Sorg og glæde      | Nominado  |
| 2014 | Best Actor        | Robert Award                             | Sorg og glæde      | Nominado  |